# Тильда снизу
Тильда снизу (◌̰) — диакритический знак, используемый в Международном фонетическом алфавите.

## Использование
В МФА используется для обозначения скрипучего голоса. Была впервые предложена в 1976 году и утверждена в 1989 году.
Используется в орфографии для языков Габона для обозначения носовых гласных. В национальном чадском алфавите используется в составе букв N̰ и R̰. Также используется в нгамбайском языке и языке натени.
В Уральском фонетическом алфавите может обозначать назализацию (вместо тильды сверху).